# Karl Maria Hettlage
Karl Maria Hettlage (ur. 28 listopada 1902 w Essen, zm. 3 września 1995 w Bonn) – niemiecki polityk, prawnik, menedżer i urzędnik państwowy, dwukrotnie sekretarz stanu w Ministerstwie Finansów, w latach 1962–1967 członek Wysokiej Władzy Europejskiej Wspólnoty Węgla i Stali.

## Życiorys
Syn burmistrza miasta Eschweiler Carla. Studiował prawo na Uniwersytecie w Kolonii i Uniwersytecie Johannesa Gutenberga w Moguncji. Podczas nauki działał w korporacjach akademickich i bojówkach paramilitarnych, a także kręgach bliskich Carlowi Sonnenscheinowi i Georgowi Escherichowi. W 1924 zdał państwowe egzaminy prawnicze pierwszego, a w 1929 – drugiego stopnia. W 1925 uzyskał stopień doktora, a w 1930 habilitował się na podstawie rozprawy poświęconej prawu finansowemu.
Pracował krótko w Auswärtiges Amt, następnie w służbie cywilnej Prus i miasta Kolonia. Od 1925 należał do Niemieckiej Partii Centrum, z jej ramienia zasiadał w Landtagu Pruskim (1932–1933, 1933). W 1933 należał do założycieli powiązanej z nazistami akademii nauk prawnych (Akademie für Deutsches Recht). Nie wstąpił do NSDAP, pozostawał natomiast związany ze środowiskiem nazistowskim, mając w nim jednak licznych wrogów. Od 1936 do 1942 należał do Schutzstaffel (według własnych deklaracji jedynie formalnie). W latach 1934–1939 pełnił funkcję skarbnika miejskiego Berlina, a od 1939 zasiadał w radzie dyrektorów Commerz- und Privatbanku. Jednocześnie w 1940 został wysokim funkcjonariuszem w biurze generalnego inspektora budownictwa Alberta Speera, w ramach obowiązków służbowych odpowiadając m.in. za przygotowanie listy mieszkań zajmowanych przez Żydów, ułatwiającej ich deportację. W 1942 wraz ze Speerem przeszedł do ministerstwa uzbrojenia i amunicji, gdzie został kierownikiem departamentu finansowego. Pomiędzy 1945 a 1949 był internowany, w 1948 oczyszczony z zarzutów przez sąd.
Od 1949 wykładał przedmioty prawne i ekonomiczne na Uniwersytecie Johannesa Gutenberga w Moguncji, w 1956 został dziekanem wydziału prawa i ekonomii tej uczelni. Zasiadał również w radach nadzorczych różnych spółek, należał do Wissenschaftsrat (rady doradczej ds. naukowych). W latach 1959–1962 i 1967–1969 pełnił funkcję sekretarza stanu w Ministerstwie Finansów jako członek Unii Chrześcijańsko-Demokratycznej. Od 14 grudnia 1962 do likwidacji 6 lipca 1967 pozostawał członkiem Wysokiej Władzy Europejskiej Wspólnoty Węgla i Stali, odpowiedzialnym za sprawy społeczne, finanse i inwestycje. Od 1965 do 1976 kierował też Institut für Wirtschaftsforschung, think tankiem ekonomicznym afiliowanym przy Uniwersytecie Ludwika i Maksymiliana w Monachium.
Był katolikiem. Od 1930 żonaty z Margarete Brenken, mieli czworo dzieci.

## Odznaczenia
Odznaczony m.in. Krzyżem Wielkim II Klasy Orderu Zasługi Republiki Federalnej Niemiec (1967) oraz Krzyżem Oficerskim II Klasy Odznaki Honorowej za Zasługi dla Republiki Austrii (1962). 